# Bothromaia griffini
Bothromaia griffini is een krabbensoort uit de familie van de Inachidae. De wetenschappelijke naam van de soort is voor het eerst geldig gepubliceerd in 1991 door Williams & Moffitt.